# Versione internazionale
Il termine versione internazionale è utilizzato in informatica nello sviluppo di una applicazione per identificare una versione rilocalizzata che era stata in precedenza pubblicata nella sua lingua o nel suo territorio nativo. In genere la versione internazionale di una applicazione contiene modifiche superficiali, o non contiene alcuna modifica, rispetto alla versione originale e si limita ad adattare i testi nelle diverse lingue.
In alcuni casi gli sviluppatori introducono funzionalità aggiuntive con lo scopo di avvicinarsi agli usi ed ai costumi dei diversi mercati locali. Questo è maggiormente riscontrabile nello sviluppo dei videogiochi e in particolar modo in quelli di origine giapponese che, oltre a contenere la traduzione dei testi e dei dialoghi, vengono in alcuni casi ampliati dai produttori prima di sbarcare nel mercato occidentale.